# Chile i olympiska sommarspelen 1976
Chile deltog med 7 deltagare vid de olympiska sommarspelen 1976 i Montréal.  Ingen av landets deltagare erövrade någon medalj.

## Cykling
Herrarnas sprint
- Richard Tormen — 9:e plats

Herrarnas tempolopp
- Richard Tormen — 1:09,468 (→ 16:e plats)

Herrarnas förföljelse
- Fernando Vera — 18:e plats

## Friidrott
Herrarnas 10 000 meter
- Edmundo Warnke
  - Heat — 28:43,63 (→ gick inte vidare)

## Fäktning
Herrarnas värja
- Juan Inostroza